# لباس فریکام
«لباس فریکم» (به انگلیسی: Freakum Dress) ترانه‌ای از هنرمند اهل ایالات متحده آمریکا بیانسه است. این ترانه در آلبوم زادروز (آلبوم بیانسه) قرار داشت.